# Scott Verplank
Scott Verplank, född 9 juli 1964 i Dallas, Texas är en amerikansk golfspelare.
Verplank var en av de ledande medlemmarna i W.T. White High School Golf Team och medlem i Brookhaven Country Club i Dallas. Då han studerade vid Oklahoma State University vann han som amatör tävlingen Western Open på den amerikanska PGA-touren vilket ingen amatör hade gjort sedan Doug Sanders vann Canadian Open 1956. Han vann även 1984 års U.S. Amateur Championship och 1986 års individuella mästerskap inom NCAA. 
Han blev professionell 1986. Hans karriär har varit stabil och fram till juni 2005 hade han vunnit fyra PGA-tävlingar och han var med i det amerikanska laget i Ryder Cup 2002. Verplank har diabetes och belönades 2002 med Ben Hogan Award som delas ut till spelare med ett fysiskt handikapp eller sjukdom.

## Meriter

### Segrar på PGA-touren
- 1985 Western Open
- 1988 Buick Open
- 2000 Reno-Tahoe Open
- 2001 Bell Canadian Open

### Övriga segrar
- 1984 U.S. Amateur
- 1986 NCAA Division I Men's Golf Championships
- 1998 World Cup of Golf individuellt

### Lagtävlingar
- Walker Cup: 1985
- Ryder Cup: 2002
- WGC-World Cup: 2004
- Presidents Cup: 2005